# Кубок Болгарії з футболу 1948
Кубок Болгарії з футболу 1948 — 8-й розіграш кубкового футбольного турніру в Болгарії. Титул вперше здобув Локомотив (Софія).

## Перший раунд
| Команда 1            | Рахунок | Команда 2                      |
| -------------------- | ------- | ------------------------------ |
| Локомотив (Софія)    | 5:1     | Сливниця                       |
| Септемврі (Сілістра) | 3:0     | Христо Михайлов (Михайловград) |

## 1/4 фіналу
| Команда 1                 | Рахунок | Команда 2            |
| ------------------------- | ------- | -------------------- |
| Локомотив (Софія)         | 7:0     | Септемврі (Сілістра) |
| Любислав (Бургас)         | 2:0     | Динамо (Нова Загора) |
| Орлов (Добрич)            | 3:1     | Спартак (Плевен)     |
| Славія-Ченгелов (Пловдив) | 2:1     | Ілінден (Петрич)     |

## 1/2 фіналу
| Команда 1                 | Рахунок | Команда 2         |
| ------------------------- | ------- | ----------------- |
| Локомотив (Софія)         | 2:0     | Любислав (Бургас) |
| Славія-Ченгелов (Пловдив) | +:-     | Орлов (Добрич)    |

## Фінал
| 9 травня 1948 |

| Локомотив (Софія) | 1:0      | Славія-Ченгелов (Софія) |
| ----------------- | -------- | ----------------------- |
| Стефанов 33'      | Протокол |                         |

| Юнак, Софія Глядачів: 12 000 Арбітр: Стефан Данчев |